# Киль, Хайнц
Хайнц Киль (нем. Heinz Kiehl; 6 июня 1943, Людвигсхафен-ам-Райн, Рейнланд-Пфальц, Третий рейх — 26 июля 2016) — западногерманский борец греко-римского и вольного стилей, бронзовый призёр Олимпийских игр, одиннадцатикратный чемпион Германии (1964—1968, 1970 по греко-римской борьбе и 1964—1967 по вольной борьбе).

## Биография
Начал заниматься борьбой очень рано, поскольку его отец был председателем клуба тяжёлой атлетики в Оггерсхайме (район Людвигсхафен-ам-Райна). В 1962 году занял третье место на чемпионате ФРГ по греко-римской борьбе, в 1963 году — второе место по греко-римской и стал чемпионом по вольной борьбе. Уже в 20 лет выступал на чемпионате мира по вольной борьбе, правда без особого успеха, заняв девятое место. В 1964 году завоевал оба немецких чемпионских титула, как по вольной, так и по греко-римской борьбе.  
На Летних Олимпийских играх 1964 года в Токио боролся в составе Объединённой германской команды как по греко-римской борьбе, так и по вольной борьбе в полутяжёлом весе (до 97 килограммов). За чистое поражение начислялись 4 штрафных балла, за поражение по очкам 3 штрафных балла, за ничью 2 штрафных балла, за победу по очкам 1 штрафной балл. Набравший 6  штрафных баллов спортсмен выбывал из турнира. 
В греко-римской борьбе титул оспаривали 18 борцов.
Олимпийский турнир начал очень хорошо, затратив на первых двух соперников менее четырёх минут, однако в третьем круге проиграл малоизвестному борцу. К пятому кругу осталось только четыре борца, которые претендовали на призовые места. Боян Радев победил Николае Мартинеску, тем самым выбив его из турнира с восемью штрафными баллами. Пер Свенссон победил Хайнца Киля по очкам, в результате чего они вылетели оба, набрав по шесть штрафных баллов, однако за счёт победы в личной встрече, западногерманский спортсмен занял третье место.
| Выступление на Олимпийских играх 1964 года (GR) | Выступление на Олимпийских играх 1964 года (GR) | Выступление на Олимпийских играх 1964 года (GR) | Выступление на Олимпийских играх 1964 года (GR) | Выступление на Олимпийских играх 1964 года (GR) | Выступление на Олимпийских играх 1964 года (GR) | Выступление на Олимпийских играх 1964 года (GR) |
| Круг                                            | Соперник                                        | Страна                                          | Результат                                       | Баллы                                           | Всего баллов                                    | Время схватки                                   |
| ----------------------------------------------- | ----------------------------------------------- | ----------------------------------------------- | ----------------------------------------------- | ----------------------------------------------- | ----------------------------------------------- | ----------------------------------------------- |
| 1                                               | Хосе Панизо                                     | Испания                                         | Победа Туше                                     | -0                                              | -0                                              | 2:59                                            |
| 2                                               | Пэт Ловелл                                      | Соединённые Штаты Америки                       | Победа Туше                                     | -0                                              | -0                                              | 1:36                                            |
| 3                                               | Ойген Висбергер                                 | Австрия                                         | Поражение По очкам                              | -3                                              | -3                                              | 12:00                                           |
| 4                                               |                                                 |                                                 |                                                 | -3                                              | -3                                              |                                                 |
| 5                                               | Пер Свенссон                                    | Швеция                                          | Поражение По очкам                              | -3                                              | -6                                              |                                                 |

В вольной борьбе титул оспаривали 16 борцов. Проиграв две и выиграв две встречи, он выбыл из турнира. 
| Выступление на Олимпийских играх 1964 года (LL) | Выступление на Олимпийских играх 1964 года (LL) | Выступление на Олимпийских играх 1964 года (LL) | Выступление на Олимпийских играх 1964 года (LL) | Выступление на Олимпийских играх 1964 года (LL) | Выступление на Олимпийских играх 1964 года (LL) | Выступление на Олимпийских играх 1964 года (LL) |
| Круг                                            | Соперник                                        | Страна                                          | Результат                                       | Баллы                                           | Всего баллов                                    | Время схватки                                   |
| ----------------------------------------------- | ----------------------------------------------- | ----------------------------------------------- | ----------------------------------------------- | ----------------------------------------------- | ----------------------------------------------- | ----------------------------------------------- |
| 1                                               | Элзийсайханы Эрдэнэ-Очир                        | Монголия                                        | Победа Туше                                     | -0                                              | -0                                              | 2:09                                            |
| 2                                               | Марути Мане                                     | Индия                                           | Поражение По очкам                              | -3                                              | -3                                              | 12:00                                           |
| 3                                               | Петер Ютцелер                                   | Швейцария                                       | Победа По очкам                                 | -1                                              | -4                                              | 12:00                                           |
| 4                                               | Саид Мустафов                                   | Болгария                                        | Поражение По очкам                              | -3                                              | -7                                              |                                                 |

В 1965 году на чемпионате мира по греко-римской борьбе остался десятым, в 1966 на чемпионате Европы по греко-римской борьбе - лишь 13-м. В 1967 году на чемпионате Европы по вольной борьбе стал шестым, а по греко-римской четвёртым. В том же году на чемпионате мира по греко-римской борьбе остался двенадцатым. В 1968 году на чемпионате Европы по греко-римской борьбе занял шестое место. 
На Летних Олимпийских играх 1968 года в Мехико боролся как по греко-римской борьбе, так и по вольной борьбе в полутяжёлом весе (до 97 килограммов). В сравнении с предыдущими играми, регламент турнира остался прежним, с начислением штрафных баллов, но сменилось количество баллов, начисляемых за тот или иной результат встречи. Теперь за чистую победу штрафные баллы не начислялись, за победу с явным преимуществом начислялось 0,5 штрафных балла, за победу по очкам 1 балл, за ничью 2,5 балла, за поражение с явным преимуществом соперника 3,5 балла и за чистое поражение 4 балла. Как и прежде, борец, набравший 6 штрафных баллов, из турнира выбывал. 
В греко-римской борьбе титул оспаривали 16 борцов. Проиграв первые две встречи, он выбыл из турнира. 
| Выступление на Олимпийских играх 1968 года (GR) | Выступление на Олимпийских играх 1968 года (GR) | Выступление на Олимпийских играх 1968 года (GR) | Выступление на Олимпийских играх 1968 года (GR) | Выступление на Олимпийских играх 1968 года (GR) | Выступление на Олимпийских играх 1968 года (GR) | Выступление на Олимпийских играх 1968 года (GR) |
| Круг                                            | Соперник                                        | Страна                                          | Результат                                       | Баллы                                           | Всего баллов                                    | Время схватки                                   |
| ----------------------------------------------- | ----------------------------------------------- | ----------------------------------------------- | ----------------------------------------------- | ----------------------------------------------- | ----------------------------------------------- | ----------------------------------------------- |
| 1                                               | Николае Мартинеску                              | Румыния                                         | Поражение Туше                                  | -4                                              | -4                                              |                                                 |
| 2                                               | Ференц Кишш                                     | Венгрия                                         | Поражение По очкам                              | -3                                              | -7                                              |                                                 |

В вольной борьбе титул оспаривали также 16 борцов. В первой встрече он получил травму, проиграл за явным преимуществом соперника и снялся с дальнейшего турнира. 
| Выступление на Олимпийских играх 1968 года (LL) | Выступление на Олимпийских играх 1968 года (LL) | Выступление на Олимпийских играх 1968 года (LL) | Выступление на Олимпийских играх 1968 года (LL) | Выступление на Олимпийских играх 1968 года (LL) | Выступление на Олимпийских играх 1968 года (LL) | Выступление на Олимпийских играх 1968 года (LL) |
| Круг                                            | Соперник                                        | Страна                                          | Результат                                       | Баллы                                           | Всего баллов                                    | Время схватки                                   |
| ----------------------------------------------- | ----------------------------------------------- | ----------------------------------------------- | ----------------------------------------------- | ----------------------------------------------- | ----------------------------------------------- | ----------------------------------------------- |
| 1                                               | Шота Ломидзе                                    | Румыния                                         | Поражение За явным преимуществом                | -3,5                                            | -3,5                                            |                                                 |

В 1970 году, завоевав «золото» чемпионата Германии по греко-римской борьбе и «серебро» по вольной, завершил спортивную карьеру. 
По первой профессии слесарь, затем получил профильное образование и более 30 лет работал учителем физкультуры.